# 1,1,1-tris(difenilfosfinometil)etano
La 1,1,1-tris(difenilfosfinometil)etano è una fosfina tridentata usata nella chimica organometallica. Viene di solito indicata con il nome comune triphos In condizioni normali è un solido cristallino di colore bianco, sensibile all'ossigeno atmosferico. È insolubile in acqua ma solubile in solventi organici.
La molecola ha simmetria molecolare C3.

## Sintesi
Il triphos si può  preparare trattando difenilfosfuro di sodio e CH3C(CH2Cl)3:
3Ph2PNa  +  CH3C(CH2Cl)3   →   CH3C[CH2PPh2]3  +  3NaCl
Il difenilfosfuro di sodio si ottiene trattando la trifenilfosfina con sodio in ammoniaca liquida.

## Chimica di coordinazione
Il triphos forma complessi con molti metalli di transizione. Di solito funziona da legante a tripode e occupa tre siti di coordinazione adiacenti. I complessi con il triphos hanno spesso una stabilità termica elevata, e sono usati per studiare gli aspetti meccanicistici della catalisi omogenea. Ad esempio, il triphos con il rodio forma i complessi [(triphos)RhCl(C2H4)], [(triphos)RhH(C2H4)], e [(triphos)Rh(C2H5)(C2H4)], che servono da intermedi modello per il ciclo catalitico di idrogenazione degli alcheni.
Il triphos può funzionare anche da legante bidentato chelante, come ad esempio in fac-[Mn(CO)3Br(η2-triphos)] e [M(CO)4(η2-triphos)], dove M è Cr, Mo, or W. Il triphos funziona da legante a ponte tridentato in un cluster icosaedrico Au13. Il composto CH3C[CH2PPh2AuCl]3 ha una forma a tripode, con la fosfina che lega a ponte tre gruppi cloro-oro(I).

## Indicazioni di sicurezza
Il 1,1,1-tris(difenilfosfinometil)etano è disponibile in commercio. Il composto non è classificato  pericoloso secondo la Direttiva 67/548/CE; va comunque trattato con le normali precauzioni dovute ai composti chimici. Non ci sono dati che indichino proprietà cancerogene. Non ci sono dati sull'impatto ambientale.